# Prova d'al·lèrgia cutània

Una persona realitzant una prova d'al·lèrgia cutània

Les proves d'al·lèrgia cutània comprenen una sèrie de mètodes per al diagnòstic mèdic d'al·lèrgies que intenten provocar una resposta al·lèrgica petita i controlada en la pell.
Tipus de proves cutànies:
- Prova de la punxada (prick test)
- Prova del pegat (patch test)